# 1841 год в науке
В 1841 году были различные научные и технологические события, некоторые из которых представлены ниже.

## События
- 5 июля — британский предприниматель Томас Кук открыл первое в истории туристическое агентство, сейчас известное как Thomas Cook Group.
- 19 сентября — указом Леопольда I основана Бельгийская королевская медицинская академия[1].
- Британский полярный исследователь Джеймс Росс в Антарктике открыл море Росса, вулканы Эребус и Террор.
- Уильям Тальбот получил патент на негативно-позитивный способ создания фотоснимков. Для съёмки он использует йодо-серебряную бумагу, проявляет с помощью и нитрата серебра. Фиксирует с помощью тиосульфата натрия.

## Родились
- 28 января — Василий Осипович Ключевский, русский историк, академик.
- 28 января — Генри Мортон Стэнли, журналист, путешественник, исследователь Африки.
- 30 мая — Константин Константинович Абаза, русский военный историк и писатель.
- 2 июля — Александр Михайлович Зайцев, русский химик.
- 21 августа – Улоф Хаммарстен, шведский учёный-физиолог, номинант Нобелевской премии.
- 30 августа — Михаил Петрович Драгоманов, украинский историк и общественный деятель.
- 15 октября — Савва Иванович Мамонтов, русский предприниматель и меценат (ум. в 1918).
- 17 октября — Иоганн Карл Франц Хассе, немецкий врач, анатом и педагог; доктор медицины (ум. 1922)[2].
- 6 ноября — Франтишек Вымазал, чешский лингвист, полиглот.

## Скончались
- 21 апреля — Александр Семёнович Шишков, русский филолог, государственный и общественный деятель, министр народного просвещения, адмирал.
- 23 мая — Франц Ксавер фон Баадер, немецкий врач и философ.
- 31 мая — Джордж Грин, английский математик, внёсший значительный вклад во многие разделы математической физики.
- 11 июля — Константин Иванович Порцянко, российский хирург, доктор медицины, профессор ИВУ[3].
- 28 октября — Иоганн Арфведсон, шведский химик, открыший элемент литий.